# イワインコ
イワインコ（学名：Cyanoliseus patagonus）は、オウム目・オウム科に分類される鳥類の一種。

## 分布
- 南アメリカ

## 形態
全長約39-52cm。頭と胸がオリーブ褐色で、風切羽は青。他の部位は黄色い。腹部中央に赤い染み模様がある。

## 生態
食性は種子食。農作物を荒らす害鳥として扱われる地域もある。
砂岩や石灰岩などの崖に営巣し、これが英名の由来となっている。巣穴はしばしば隣のものと繋がっているため、迷路のようになっている。